# Test Snydera
Test Snydera – test ślinowy wykonywany w stomatologii, badanie śliny w celu określenia podatności pacjenta na próchnicę.
Ślinę umieszcza się na teście i obserwuje zmianę zabarwienia. Fermentacja cukru znajdującego się w pożywce w przypadku obecności bakterii z rodzaju Lactobacillus powoduje spadek pH z 4,8 do 4,4 i zmianę widocznego zabarwienia wskaźnika pH z zielonego na żółty.

## Skład
- agar (20 g/l) – podłoże,
- 2% glukoza (=20g/l) – źródło cukru,
- zieleń bromokrezolowa (0,02g/l) – wskaźnik pH
- NaCl (5g/l)
- peptydy, w tym produkty enzymatycznego trawienia (przez enzymy trzustki) kazeiny